# Greys Court
Greys Court est une maison de campagne Tudor avec des jardins dans le sud des collines de Chiltern à Rotherfield Greys, près de Henley-on-Thames dans le comté d'Oxfordshire, en Angleterre. Elle est maintenant détenue par le National Trust, et ouverte au public.

## Aperçu

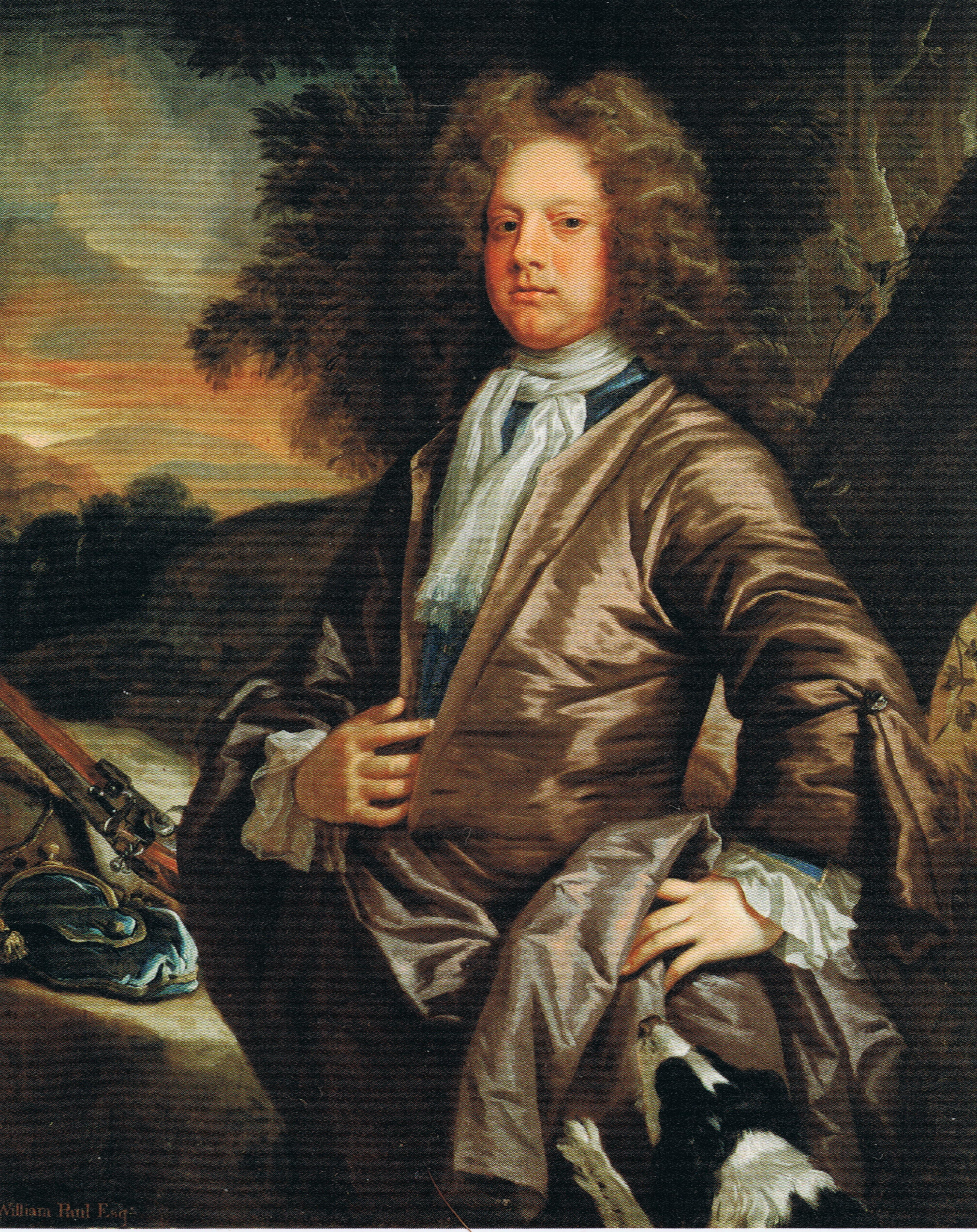
Guillaume Paul, Esq. de Bray (1673-1711), par John Closterman ; son père James Paul a acheté Grays en 1688.

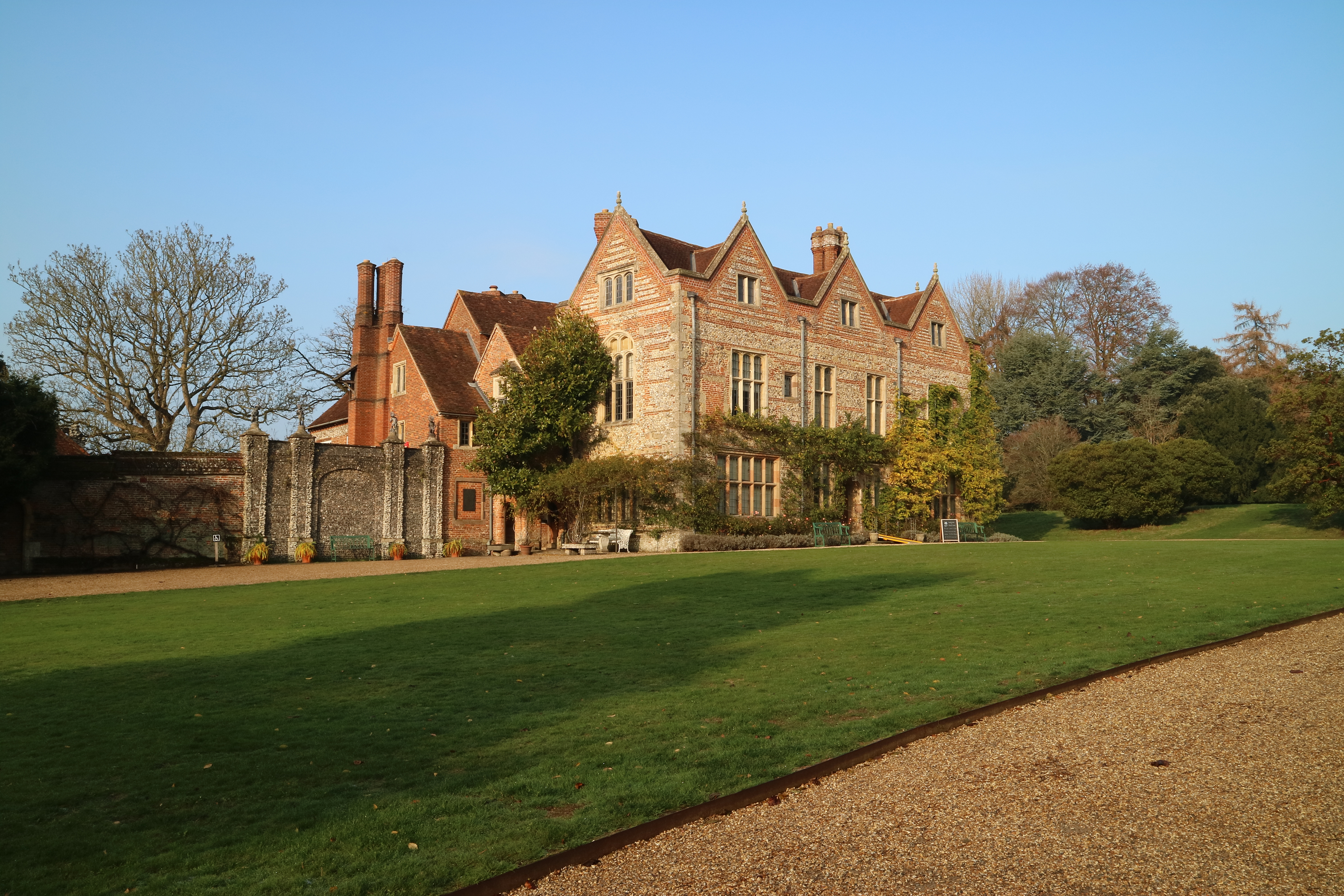
Greys Court, Oxfordshire (2018).

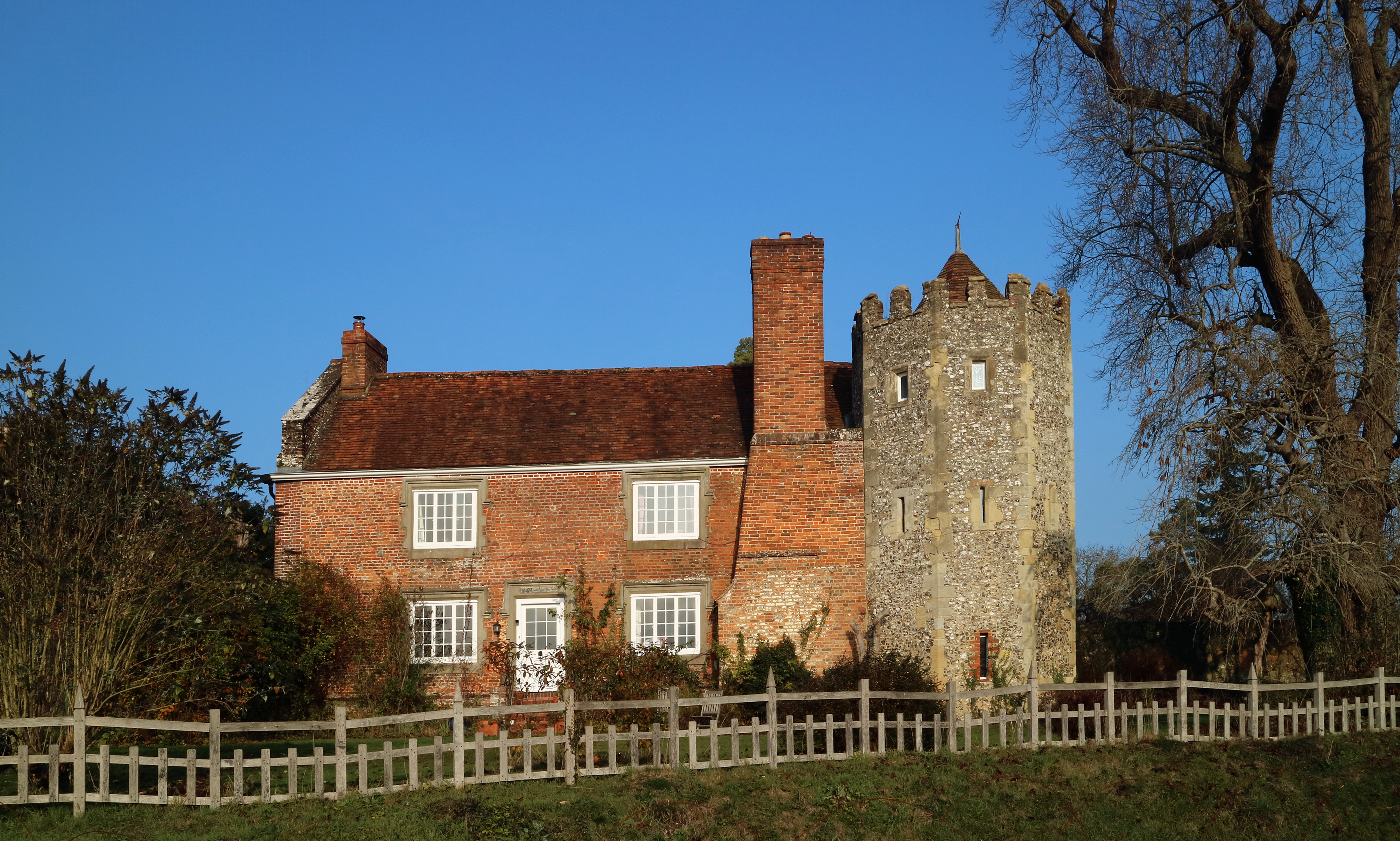
La Dower House à Greys Court

En tant que Redrefield, c'est le manoir principal des six manoirs tenus en 1086 (tels qu'énumérés dans le Domesday Book) par le chevalier normand Anchetil de Greye (c.1052-post-1086), ancêtre de l'éminente famille Grey.
La maison principalement de style Tudor possède une cour et des jardins. Les jardins clos abritent des rosiers et des glycines à l'ancienne, un potager d'ornement, un labyrinthe (engazonné avec des allées en briques, dédié par Robert Runcie le 12 octobre 1981) et une glacière. Dans son parc se trouvent la tour fortifiée construite vers 1347, seul vestige du château médiéval, dominant les jardins et la campagne environnante, ainsi qu'une timonerie Tudor.
La maison reste meublée comme une maison de famille, avec de remarquables intérieurs en plâtre du XVIIIe siècle. Il s'agit d'un bâtiment classé Grade I.

## Histoire
John de Grey, 1er baron Grey de Rotherfield, l'un des fondateurs originaux des Chevaliers de la Jarretière, obtient une licence pour créneler sa maison de Rotherfield en 1346, date à laquelle il agrandit également considérablement le groupe de bâtiments et ajoute un château vers 1347. Le domaine passe à la Couronne en 1485 et est accordé à Robert Knollys en 1514 pour une location annuelle d'une rose rouge, restant dans la famille Knollys jusqu'en 1642, période pendant laquelle la maison actuelle et ses bâtiments associés sont construits.

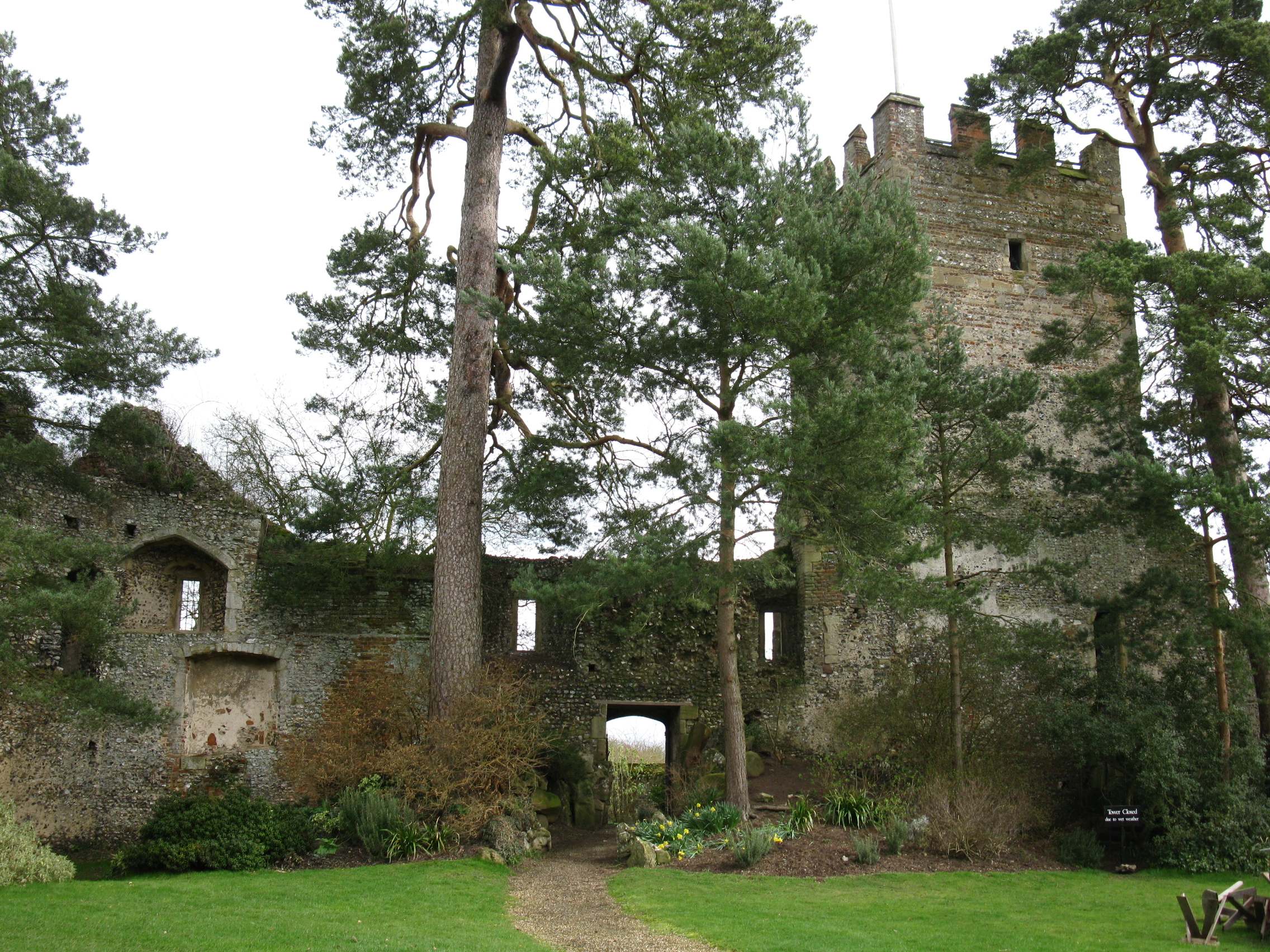
Château de Rotherfield Grays, construit vers 1347

Sir William Paul achète la maison en 1686 et elle passe via la dot de la fille de son fils William à Sir William Stapleton, 4e baronnet en 1724.
Entre 1935 et 1937 la maison est occupée par Evelyn Fleming, mère de l'auteur Ian Fleming.
En 1937, la maison est achetée aux Stapleton par Sir Felix Brunner et son épouse Elizabeth Irving, la petite-fille de l'acteur-manager Henry Irving. En 1969, la famille fait don de la propriété au National Trust, où Lady Brunner continue à vivre jusqu'à sa mort en 2003.
La maison est utilisée comme lieu de tournage, notamment; Downton Abbey, Agatha Christie's Poirot et Inspecteur Barnaby,.